# The Best - Joueuse de la FIFA
La meilleure footballeuse de l'année est désignée chaque année par la FIFA au terme d'un vote. Le prix a été décerné de 2001 à 2015 sous le nom de Joueuse mondiale de la FIFA puis sous le nom de The Best - Joueuse de la FIFA de 2016 à aujourd'hui.

## Vote
Les votes sont réalisés par un représentant des médias de chaque pays membre de la FIFA et les entraîneurs et capitaines de chaque équipe nationale.
En octobre 2016, il a été annoncé que le grand public serait également autorisé à voter. Chaque groupe dispose de 25 % de l'ensemble des suffrages.
Les critères de sélection pour être nommé, sont les performances sportives ainsi que la conduite sur et hors du terrain.

## Palmarès
| Année                         | Vainqueur                   | Club                               | Deuxième                    | Club                              | Troisième                   | Club                        |
| Joueuse mondiale de la FIFA   | Joueuse mondiale de la FIFA | Joueuse mondiale de la FIFA        | Joueuse mondiale de la FIFA | Joueuse mondiale de la FIFA       | Joueuse mondiale de la FIFA | Joueuse mondiale de la FIFA |
| ----------------------------- | --------------------------- | ---------------------------------- | --------------------------- | --------------------------------- | --------------------------- | --------------------------- |
| 2001                          | Mia Hamm                    | Washington Freedom                 | Tiffeny Milbrett            | New York Power                    | Sun Wen                     | Atlanta Beat                |
| 2002                          | Mia Hamm (2)                | Washington Freedom                 | Birgit Prinz                | Carolina Courage                  | Sun Wen                     | Atlanta Beat                |
| 2003                          | Birgit Prinz                | FFC Francfort                      | Mia Hamm                    | Washington Freedom                | Hanna Ljungberg             | Umeå IK                     |
| 2004                          | Birgit Prinz (2)            | FFC Francfort                      | Mia Hamm                    | Washington Freedom                | Marta                       | Umeå IK                     |
| 2005                          | Birgit Prinz (3)            | FFC Francfort                      | Marta                       | Umeå IK                           | Shannon Boxx                | New York Power              |
| 2006                          | Marta                       | Umeå IK                            | Kristine Lilly              | KIF Örebro                        | Renate Lingor               | FFC Francfort               |
| 2007                          | Marta (2)                   | Umeå IK                            | Birgit Prinz                | FFC Francfort                     | Cristiane                   | VfL Wolfsbourg              |
| 2008                          | Marta (3)                   | Umeå IK                            | Birgit Prinz                | FFC Francfort                     | Cristiane                   | Corinthians São Paulo       |
| 2009                          | Marta (4)                   | Los Angeles Sol                    | Birgit Prinz                | FFC Francfort                     | Kelly Smith                 | Boston Breakers             |
| 2010                          | Marta (5)                   | FC Gold Pride                      | Birgit Prinz                | FFC Francfort                     | Fatmire Bajramaj            | 1. FFC Turbine Potsdam      |
| 2011                          | Homare Sawa                 | INAC Kobe Leonessa                 | Marta                       | Western New York Flash            | Abby Wambach                | magicJack                   |
| 2012                          | Abby Wambach                | Sans club                          | Marta                       | Tyresö FF                         | Alex Morgan                 | Seattle Sounders Women      |
| 2013                          | Nadine Angerer              | Brisbane Roar                      | Abby Wambach                | Western New York Flash            | Marta                       | Tyresö FF                   |
| 2014                          | Nadine Kessler              | VfL Wolfsbourg                     | Marta                       | FC Rosengård                      | Abby Wambach                | Western New York Flash      |
| 2015                          | Carli Lloyd (1)             | Houston Dash                       | Célia Šašić                 | FFC Francfort                     | Aya Miyama                  | Okayama Yunogo Belle        |
| The Best - Joueuse de la FIFA |                             |                                    |                             |                                   |                             |                             |
| 2016                          | Carli Lloyd (2)             | Houston Dash                       | Melanie Behringer           | Bayern Munich                     | Marta                       | FC Rosengård                |
| 2017                          | Lieke Martens               | FC Barcelone                       | Deyna Castellanos           | Santa Clarita Blue Heat (en)      | Carli Lloyd                 | Manchester City             |
| 2018                          | Marta (6)                   | Orlando Pride                      | Dzsenifer Marozsán          | Olympique lyonnais                | Ada Hegerberg               | Olympique lyonnais          |
| 2019                          | Megan Rapinoe               | OL Reign                           | Alex Morgan                 | Pride d'Orlando                   | Lucy Bronze                 | Olympique lyonnais          |
| 2020                          | Lucy Bronze                 | Olympique lyonnais Manchester City | Pernille Harder             | VfL Wolfsburg Chelsea             | Wendie Renard               | Olympique lyonnais          |
| 2021                          | Alexia Putellas             | FC Barcelone                       | Sam Kerr                    | Chelsea                           | Jennifer Hermoso            | FC Barcelone                |
| 2022                          | Alexia Putellas             | FC Barcelone                       | Alex Morgan                 | Pride d'Orlando Wave de San Diego | Beth Mead                   | Arsenal                     |

### Statistiques

#### Palmarès par joueuse
| Rang | Joueuse | Première | Deuxième | Troisième |
| ---- | --- | -------- | -------- | --------- |
| 1    | Marta | 6        | 4        | 3         |
| 2    | Birgit Prinz | 3        | 5        | 0         |
| 3    | Mia Hamm | 2        | 2        | 0         |
| 4    | Carli Lloyd | 2        | 0        | 1         |
| 5    | Alexia Putellas | 2        | 0        | 0         |
| 6    | Abby Wambach | 1        | 1        | 2         |
| 7    | Lucy Bronze | 1        | 0        | 1         |
| 8    | Nadine Angerer Nadine Keßler Homare Sawa Lieke Martens Megan Rapinoe                                                                      | 1        | 0        | 0         |
| 13   | Alex Morgan | 0        | 2        | 1         |
| 14   | Kristine Lilly Tiffeny Milbrett Célia Šašić Melanie Behringer Deyna Castellanos Dzsenifer Marozsán Pernille Harder Sam Kerr               | 0        | 1        | 0         |
| 21   | Cristiane Sun Wen | 0        | 0        | 2         |
| 22   | Fatmire Bajramaj Shannon Boxx Renate Lingor Hanna Ljungberg Aya Miyama Kelly Smith Ada Hegerberg Wendie Renard Jennifer Hermoso Beth Mead | 0        | 0        | 1         |

#### Palmarès par nationalité
| Rang | Équipe nationale | Première | Deuxième | Troisième |
| ---- | ---------------- | -------- | -------- | --------- |
| 1    | États-Unis       | 6        | 7        | 5         |
| 2    | Brésil           | 6        | 4        | 5         |
| 3    | Allemagne        | 5        | 8        | 2         |
| 4    | Espagne          | 2        | 0        | 1         |
| 5    | Angleterre       | 1        | 0        | 3         |
| 6    | Japon            | 1        | 0        | 1         |
| 7    | Pays-Bas         | 1        | 0        | 0         |
| 8    | Venezuela        | 0        | 1        | 0         |
| 8    | Danemark         | 0        | 1        | 0         |
| 10   | Chine            | 0        | 0        | 2         |
| 11   | Suède            | 0        | 0        | 1         |
| 11   | Norvège          | 0        | 0        | 1         |
| 11   | France           | 0        | 0        | 1         |
| 11   | Australie        | 0        | 0        | 1         |

#### Palmarès par club
- 3 trophées : FFC Francfort, Umeå IK, FC Barcelone

- 2 trophées : Washington Freedom, Houston Dash

- 1 trophée :  Los Angeles Sol, FC Gold Pride, INAC Kobe Leonessa, Brisbane Roar, VfL Wolfsbourg, Orlando Pride, OL Reign, Olympique lyonnais, Manchester City